# Hartlaubs meeuw
Hartlaubs meeuw (Chroicocephalus hartlaubii) is een meeuw uit de familie van de Laridae die voorkomt aan de westkust van Afrika. De vogel is in 1853 geldig beschreven door de Duitse ornitholoog Carl Friedrich Bruch en vernoemd naar zijn collega Gustav Hartlaub.

## Beschrijving
Hartlaubs meeuw is 38 cm lang. De vogel heeft een geheel witte kop, hoewel in het broedseizoen
wel een beetje grijs aanwezig kan zijn. De bovenvleugels zijn grijs met een zwarte punt. De poten en snavel zijn donker met een rode inslag. De vogel broedt in kolonies; wanneer de kolonie door indringers wordt betreden, kan de vogel flink agressief worden en duikvluchten houden, eventueel met een bombardement van uitwerpselen.

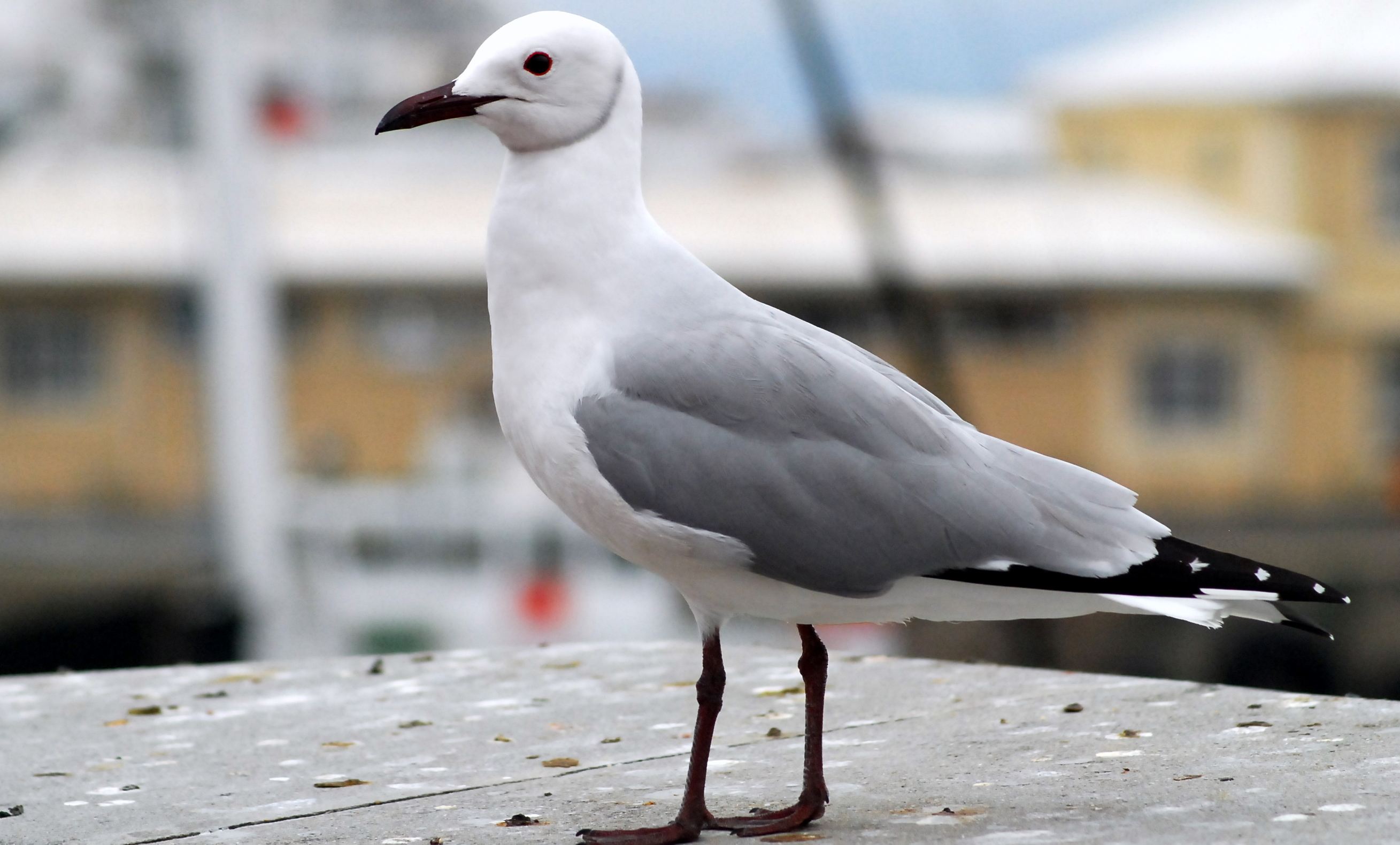
Hartlaubs meeuw in broedkleed

## Taxonomie
Tot voor kort werd de soort bij het geslacht Larus ingedeeld, maar aan de hand van onderzoek aan mitochondriaal DNA is gebleken dat dit niet correct is.

## Verspreiding en leefgebied
Hartlaubs meeuw komt voor langs de westkust van Zuid-Afrika en Namibië en broedt daar op natuurlijke rotseilanden, maar ook op kunstmatige eilanden en daken van huizen in kolonies van 10 tot wel 1000 nesten, soms samen met sterns, bijvoorbeeld de geelsnavelstern.

## Status
Hartlaubs meeuw heeft een groot verspreidingsgebied en daardoor alleen al is de kans op uitsterven uiterst gering. De grootte van de populatie is niet gekwantificeerd, maar lijkt toe te nemen. Om deze redenen staat deze meeuw als niet bedreigd op de Rode Lijst van de IUCN.